# Takeaway (canción de The Chainsmokers)
«Takeaway» es una canción grabada por el dúo estadounidense The Chainsmokers y el músico estadounidense Illenium, en colaboración con el cantante canadiense Lennon Stella. Se lanzó como sencillo el 24 de julio de 2019, junto a su vídeo musical, la pista es el quinto y tercer sencillo del tercer álbum de estudio del dúo World War Joy y el tercer álbum de Illenium Ascend.

## Antecedentes y lanzamiento
El 17 de julio de 2019, The Chainsmokers compartió un video en sus redes sociales, entre ellos una secuencia de 15 segundos del video musical que muestra a los músicos explorando el edificio Vessel en el Hudson Yard ubicado en la ciudad de Nueva York. No fue hasta el 23 de julio de 2019, un día antes del lanzamiento, que se anunció la fecha de lanzamiento.
La canción con sonidos de future bass, fue escrita por Andrew Taggart, Alexander Pall, Nicholas Miller, Fridolin Walcher, Sorana Pacurar, Samuel John Gray, Jonas Becker, Timofei Crudu y Christoph "Shuko" Bauss, mientras que la producción fue llevada a cabo por The Chainsmokers, Illenium, Freedo, Erin McCarley y Jordan Stilwell.

## Vídeo musical
El video musical, dirigido por Jeremiah Davis y producido por That One Blond Kid Corp, fue lanzado en YouTube el 24 de julio de 2019. El video fue filmado en Nueva York.

## Lista de ediciones
- Descarga digital[12]

| N.º | Título                         | Duración |  |
| 1.  | «Takeaway» (con Lennon Stella) | 3:29     |  |

## Créditos y personal
- Sorana – composición
- Andrew Taggart – composición, programador, vocales
- Alex Pall – composición, programador
- ILLENIUM – composición, programador
- Freedo – composición
- Lennon Stella - vocales
- Sam Gray – composición
- Jonas Becker – composición
- Timofei Crudu – composición
- Shuko – composición
- Ryan Del Vecchio – A&R
- Ruslan Odnoralov – ingeniería vocal, personal de estudio
- Ryan Murphy – A&R
- Ruslan Odnoralov – ingeniería
- FRND – ingeniería
- Jordan Stilwell – personal de estudio, productor vocal, ingeniería de masterización, ingeniería de mezcla
- Tom Norris – personal de estudio, ingeniería de masterización, ingeniería de mezcla
- Michelle Mancini – personal de estudio
- FRND – personal de estudio
- Erin McCarley – productor vocal
- Fridolin Walcher – coproducción
- Freedo – coproducción

## Posicionamiento en listas
| Listas (2019)                               | Mejor posición |
| ------------------------------------------- | -------------- |
| Alemania (Official German Charts)           | 30             |
| Alemania Dance (Official German Charts)     | 5              |
| Australia (ARIA)                            | 32             |
| Australia Dance (ARIA)                      | 4              |
| Austria (Ö3 Austria Top 40)                 | 28             |
| Bélgica (Ultratop) Flanders                 | 3              |
| Bélgica Dance (Ultratop) Flanders           | 20             |
| Bélgica (Ultratop) Wallonia                 | 20             |
| Bélgica Dance (Ultratop) Flanders           | 24             |
| Canadá (Canadian Hot 100)                   | 31             |
| China (Airplay/FL)                          | 15             |
| Eslovaquia (Singles Digitál Top 100)        | 11             |
| Estados Unidos (Billboard Hot 100)          | 69             |
| Estados Unidos (Hot Dance/Electronic Songs) | 3              |
| Francia (SNEP)                              | 136            |
| Hungría (Single Top 40)                     | 20             |
| Hungría (Stream Top 40)                     | 10             |
| Irlanda (IRMA)                              | 41             |
| Letonia (Latvijas Top 40)                   | 1              |
| Malasia (RIM)                               | 15             |
| Noruega (VG-lista)                          | 14             |
| Nueva Zelanda Hot Singles (RMNZ)            | 3              |
| Países Bajos (Single Top 100)               | 95             |
| Reino Unido (UK Singles Chart)              | 64             |
| República Checa (Rádio Top 100)             | 98             |
| República Checa (Singles Digitál Top 100)   | 17             |
| Singapur (RIAS)                             | 11             |
| Suecia (Sverigetopplistan)                  | 38             |
| Suiza (Schweizer Hitparade)                 | 36             |

## Certificaciones
| País (organismo certificador) | Certificación | Unidades certificadas |
| ----------------------------- | ------------- | --------------------- |
| Australia (ARIA)              | Oro           | 35 000                |

## Historial de lanzamiento
| País   | Fecha               | Formato                      | Discográfica     | Ref   |
| ------ | ------------------- | ---------------------------- | ---------------- | ----- |
| Varios | 23 de julio de 2019 | Descarga digital y Streaming | Columbia Records | [ 1 ] |